# Psusennes I
Psusennes I – faraon, trzeci władca starożytnego Egiptu z XXI dynastii, panował prawdopodobnie w latach 1039-991 p.n.e. lub w latach 1049–999 p.n.e. (datowanie Aidana Dodsona z 2012 roku) bądź w od 1044/1040 roku razem ze swym starszym, przyrodnim bratem Amenemnesu, później samodzielnie do 996 roku p.n.e., po czym do 994 p.n.e. wspólnie ze swym synem Amenemope lub 1040-993 p.n.e.
Istnieje kilka, rozbieżnych opinii, dotyczących jego pochodzenia. Być może był synem Pinodżema I i Henuttaui II, lub Smendesa I i Mutnodżmet I. W 1979 roku zabezpieczono na Tell Sami płytę ofiarną kultu pośmiertnego Psusennesa, która wcześniej znajdowała się w Tanis.

## Rodzina
Psusennes I ożenił się ze swoją siostrą Mutnodżmet II. Rodzeństwem króla była m.in. boska małżonka Amona Maatkare i zakładając, że był synem Pinodżema I – arcykapłani Amona – Masaharta, Dżedchonsuiufanch oraz Mencheperre. Jego dziećmi była m.in. Isetemachbit III, urodzona ze związku z konkubiną Wiai oraz Mutnodżmet III.

## Panowanie
Prawdopodobnie panował wraz ze swym starszym, przyrodnim bratem – Amenemnesu przez około cztery lata, następnie samodzielnie przez 44 lata i, pod koniec panowania wraz ze swym synem Amenemope. Na temat polityki zagranicznej władcy wiadomo niewiele. Niewątpliwie skupiała się ona na zabezpieczaniu granic państwa. O kontaktach z zagranicą świadczy inskrypcja pismem klinowym na jednej z pereł jego naszyjnika, zawierająca dedykację dla najstarszej córki asyryjskiego wezyra Ibaszszi-Ilu. Działalność budowlana ograniczała się do miasta Tanis, gdzie wybudował gruby na 20 m wewnętrzny wał okalający zespół świątynny i pierwszą budowlę Wielkiej Świątyni Amona. Psusennes przyjął tytuł "arcykapłana Amona-Rasontera".
Nie zostawił po sobie żadnych budowli w Tebach, gdzie arcykapłanem był wówczas Mencheperre. Ograniczona działalność budowlana poświadczona jest w Gizie, gdzie postawiono świątynię dla "Izydy, Pani piramid" przy trzeciej piramidzie królowych piramidy Cheopsa. Istnieją pewne źródła świadczące o budowlach w oazie Dachla. Kult Psusennesa I (lub II) istniał w Tebach za czasów XXII dynastii.
Pod koniec panowania sprawował władzę wspólnie z Amenemope jako koregentem.
Pochowany został w Tanis.

## Grobowiec

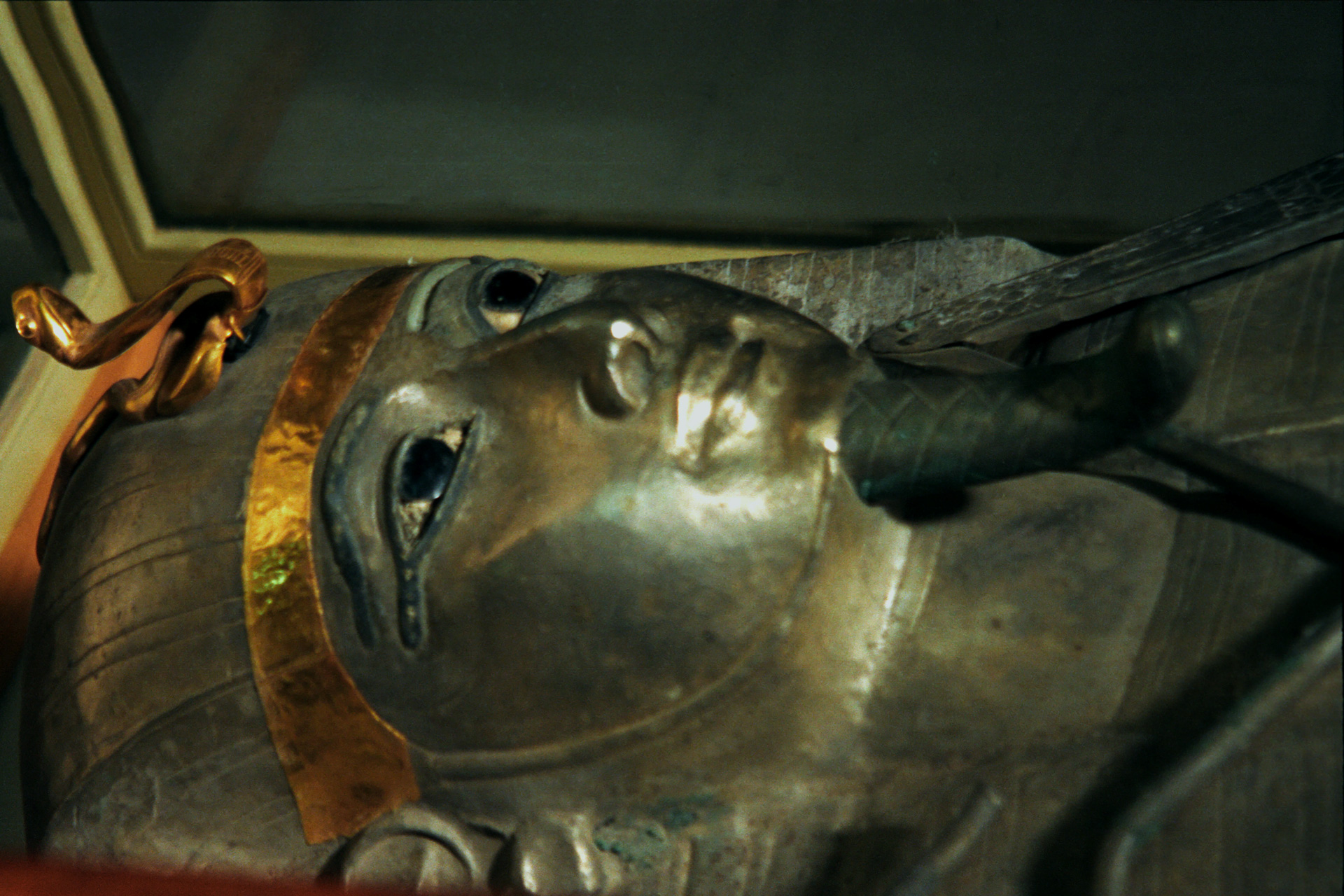
Fragment srebrnej trumny

Grobowiec Psusennesa I (nr 3) odkryty został w lutym 1940 roku przez Pierre Monteta. Razem z królem pochowano jego małżonkę Mutnodżmet, księcia Anchefenmuta i generała oraz naczelnika kapłanów Wendżebaendżeda. Psusennes uzurpował sobie sarkofag należący do Merenptaha. Wewnątrz znaleziono drugi sarkofag z czarnego granitu, który krył z kolei trumnę z litego srebra. Oprócz wspaniałej złotej maski (porównywanej często do maski Tutanchamona) wyposażenie grobowe zawierało także naczynia złote i srebrne, naszyjniki i bransolety. Jedną z bransolet ufundował Smendes II, następca Mencheperre. Mumia Psusennesa całkowicie się rozpadła.

## Tytulatura
| G5 |

| G5 |

| E2 · D40 | S29 | N28 · D36 | G17 | R19 | X1 · O49 |

| E2 · D40 | S29 | N28 · D36 | G17 | R19 | X1 · O49 |

| E2 · D40 | S29 | N28 · D36 | G17 | R19 | X1 · O49 |

| E2 · D40 | S29 | N28 · D36 | G17 | R19 | X1 · O49 |

| G5 |

| G5 |

| E2 · D40 | S29 | N28 · D36 | G17 | R19 | X1 · O49 |

| E2 · D40 | S29 | N28 · D36 | G17 | R19 | X1 · O49 |

| E2 · D40 | S29 | N28 · D36 | G17 | R19 | X1 · O49 |

| E2 · D40 | S29 | N28 · D36 | G17 | R19 | X1 · O49 |

| G16 |

| G16 |

| G36 · D21 | Y5 · N35 | W24 · W24 · W24 | G17 | M17 | Q3 · X1 | Q1 | Z2s · O49 |

| G36 · D21 | Y5 · N35 | W24 · W24 · W24 | G17 | M17 | Q3 · X1 | Q1 | Z2s · O49 |

| G36 · D21 | Y5 · N35 | W24 · W24 · W24 | G17 | M17 | Q3 · X1 | Q1 | Z2s · O49 |

| G36 · D21 | Y5 · N35 | W24 · W24 · W24 | G17 | M17 | Q3 · X1 | Q1 | Z2s · O49 |

| G16 |

| G16 |

| G36 · D21 | Y5 · N35 | W24 · W24 · W24 | G17 | M17 | Q3 · X1 | Q1 | Z2s · O49 |

| G36 · D21 | Y5 · N35 | W24 · W24 · W24 | G17 | M17 | Q3 · X1 | Q1 | Z2s · O49 |

| G36 · D21 | Y5 · N35 | W24 · W24 · W24 | G17 | M17 | Q3 · X1 | Q1 | Z2s · O49 |

| G36 · D21 | Y5 · N35 | W24 · W24 · W24 | G17 | M17 | Q3 · X1 | Q1 | Z2s · O49 |

| M23 · X1 | L2 · X1 |

| M23 · X1 | L2 · X1 |

| N5 | O29V | L1 | C12 | U21 · N3 |

| N5 | O29V | L1 | C12 | U21 · N3 |

| N5 | O29V | L1 | C12 | U21 · N3 |

| N5 | O29V | L1 | C12 | U21 · N3 |

| M23 · X1 | L2 · X1 |

| M23 · X1 | L2 · X1 |

| N5 | O29V | L1 | C12 | U21 · N3 |

| N5 | O29V | L1 | C12 | U21 · N3 |

| N5 | O29V | L1 | C12 | U21 · N3 |

| N5 | O29V | L1 | C12 | U21 · N3 |

| G39 | N5 |

| G39 | N5 |

| M17 | Y5 · N35 · U7 | G40 | N14 · N28 · N35 | O4 |

| M17 | Y5 · N35 · U7 | G40 | N14 · N28 · N35 | O4 |

| M17 | Y5 · N35 · U7 | G40 | N14 · N28 · N35 | O4 |

| M17 | Y5 · N35 · U7 | G40 | N14 · N28 · N35 | O4 |

| G39 | N5 |

| G39 | N5 |

| M17 | Y5 · N35 · U7 | G40 | N14 · N28 · N35 | O4 |

| M17 | Y5 · N35 · U7 | G40 | N14 · N28 · N35 | O4 |

| M17 | Y5 · N35 · U7 | G40 | N14 · N28 · N35 | O4 |

| M17 | Y5 · N35 · U7 | G40 | N14 · N28 · N35 | O4 |